# Exército de Libertação Nacional (Argélia)
O Exército de Libertação Nacional (ALN; em árabe: جيش التحرير الوطني الجزائري, translit. Jaīš al-taḥrīr al-waṭanī al-jazāʾirī; em francês:  Armée de libération nationale) foi o braço armado do partido nacionalista argelino Frente de Libertação Nacional (FLN) durante a Guerra da Argélia. Depois que a Argélia conquistou sua independência da França em 1962, o ALN foi convertido no Exército Nacional Popular Argelino.

## História

### Revolução Argelina

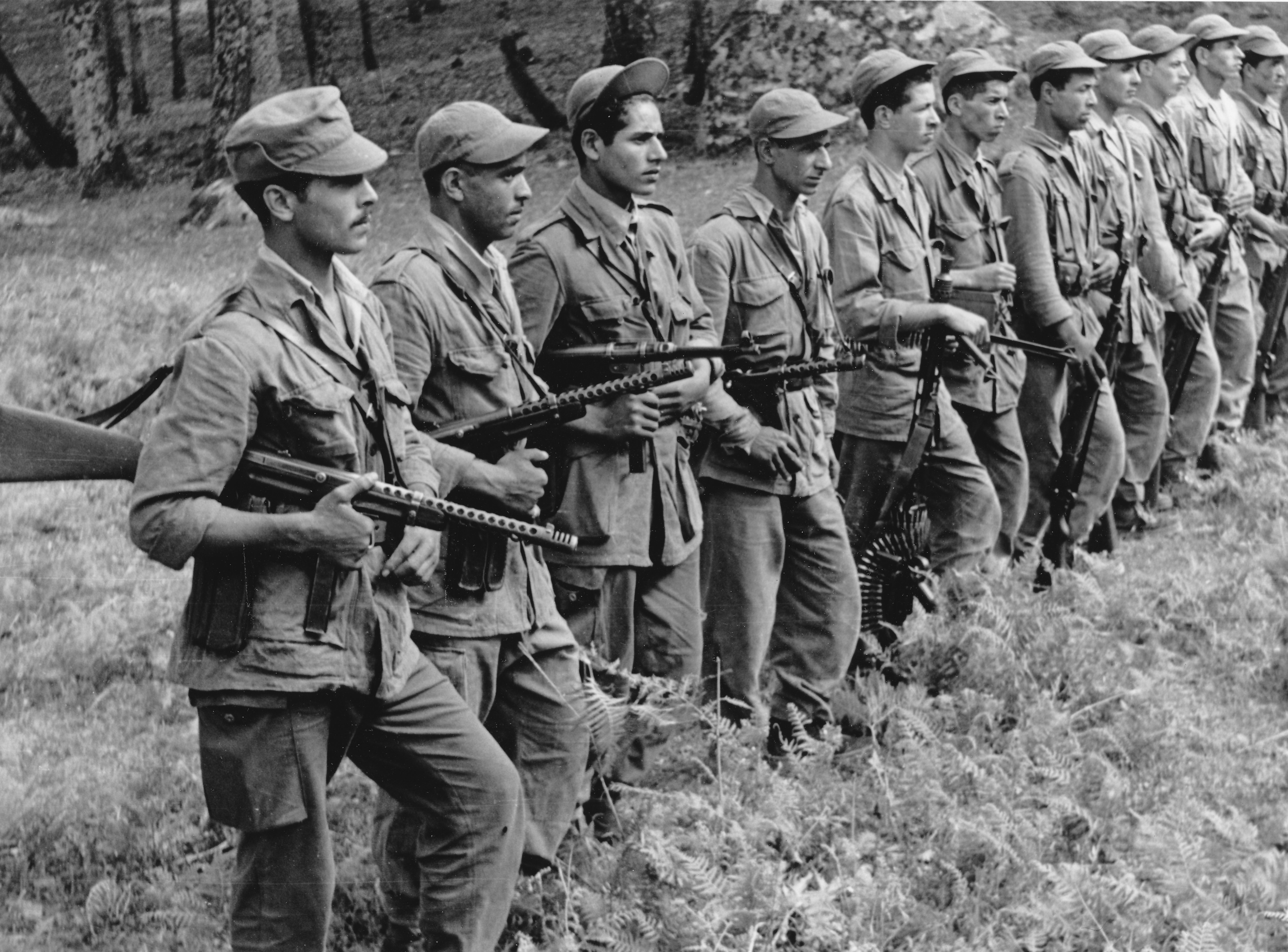
Soldados do Exército de Libertação Nacional em linha

A Frente de Libertação Nacional foi criada pelo Comitê Revolucionário de Unidade e de Ação e organizada em Março de 1954. Cerca de dois anos depois, este grupo absorveu a maioria mas não todas as organizações nacionalistas argelinas. Em seguida, reorganizou-se e estabeleceu um governo provisório. Este governo incluiu cinco membros nos órgãos executivos e legislativos; todos os membros eram chefes distritais. Durante a guerra de independência em curso na Argélia, o coronel Houari Boumedienne (futuro presidente da Argélia) liderou a ala militar da FLN, o Exército de Libertação Nacional, contra os franceses.
O grupo cresceu para quase 40.000 homens em 1957, enquanto a França destacou 400.000 soldados, começando em 1956, em resposta. O Exército de Libertação Nacional estabeleceu acampamentos nas fronteiras da Tunísia e Marrocos para fornecer apoio logístico e armas aos seus combatentes na Argélia. A luta entre o Exército de Libertação Nacional e os franceses continuou até 18 de março de 1962, quando ambas as partes assinaram um cessar-fogo em Évian-les-Bains. Um referendo, realizado na Argélia em 1 de julho como parte dos Acordos de Évian, levou a uma vitória esmagadora para os separatistas, que declararam a independência dois dias depois.
Com a independência argelina em 1962, os rebeldes do Exército de Libertação Nacional seriam integrados ao Exército Nacional Popular. Assim, individualmente, teriam direito à opção: ou permanecer no exército ou ser desmobilizado. Isso resultou na dissolução final do Exército de Libertação Nacional, bem como nas wilayas históricas e no nascimento do Exército Nacional Popular.